# Ippenschied

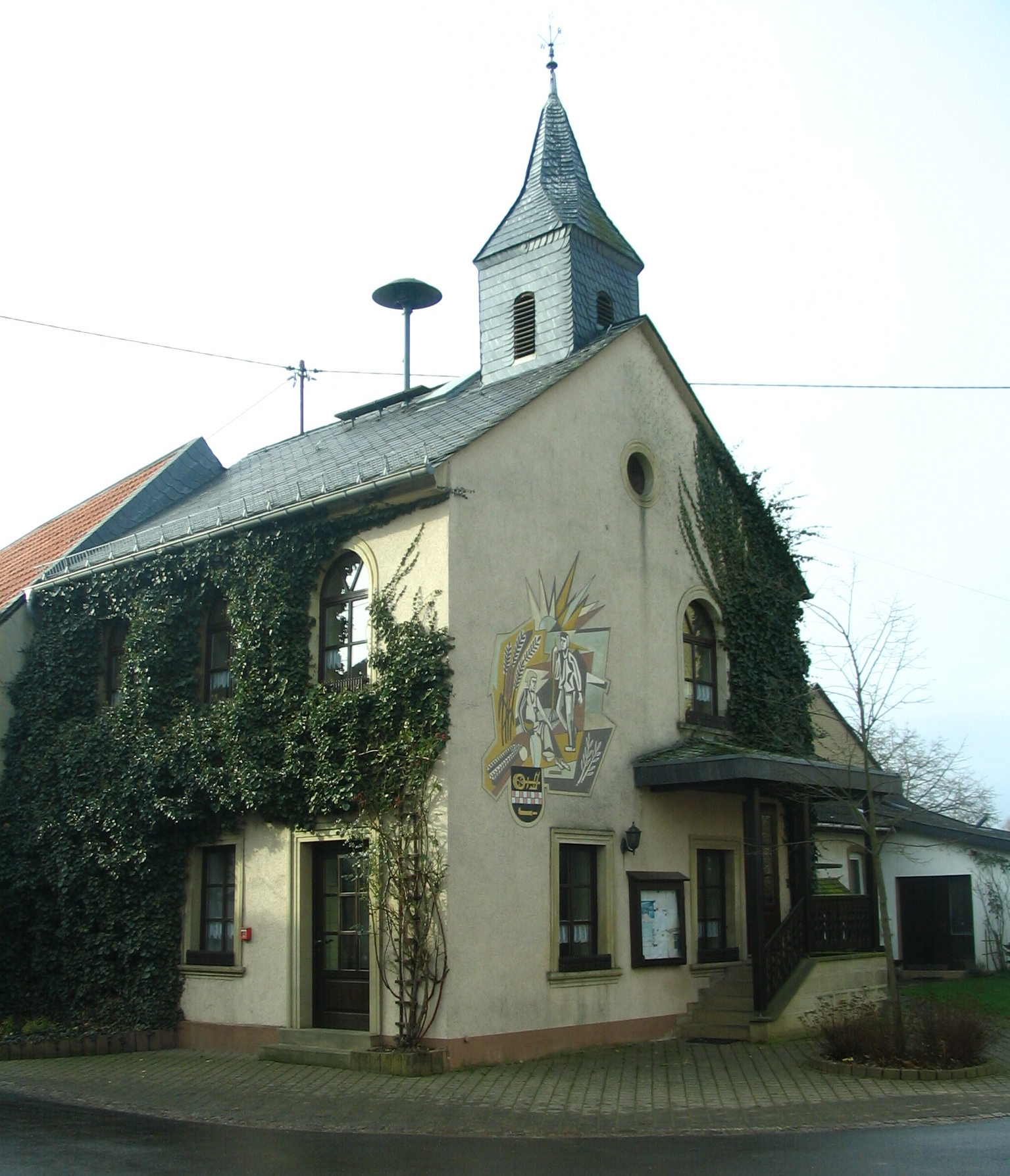
Gemeindehaus in Ippenschied

Ippenschied ist eine Ortsgemeinde im Landkreis Bad Kreuznach in Rheinland-Pfalz. Sie gehört der Verbandsgemeinde Nahe-Glan an.

## Geographie
Ippenschied liegt im südlichen Hunsrück, zwischen dem Soonwald und dem ehemaligen NATO-Flugplatz Pferdsfeld. Im Nordosten befindet sich Winterbach, im Südosten Winterburg und südlich liegt Rehbach.

## Geschichte
Der Ort wurde im Jahr 1348 erstmals urkundlich erwähnt.
Ippenschied gehörte zur Hinteren Grafschaft Sponheim und wurde bei der Teilung der sponheimischen Besitzungen im Jahr 1776 der Markgrafschaft Baden zugeordnet. Nach der Einnahme des Linken Rheinufers durch französische Revolutionstruppen (1794) gehörte der Ort von 1798 bis 1814 zum Kanton Sobernheim im Rhein-Mosel-Departement. Aufgrund der auf dem Wiener Kongress getroffenen Vereinbarungen kam die Region und damit auch Ippenschied 1815 zum Königreich Preußen und wurde 1816 dem Kreis Kreuznach im Regierungsbezirk Koblenz zugeordnet, der von 1822 an zur Rheinprovinz gehörte.
Bevölkerungsentwicklung
Die Entwicklung der Einwohnerzahl von Ippenschied, die Werte von 1871 bis 1987 beruhen auf Volkszählungen:
| Jahr | Einwohner |
| 1815 | 165       |
| 1835 | 190       |
| 1871 | 224       |
| 1905 | 169       |
| 1939 | 174       |
| 1950 | 214       |

| Jahr | Einwohner |
| 1961 | 153       |
| 1970 | 158       |
| 1987 | 159       |
| 2005 | 151       |
| 2022 | 152       |

## Politik

### Bürgermeister
Philipp Sendrowski wurde im Juni 2024 zum Ortsbürgermeister von Ippenschied gewählt.
Sein Vorgänger war Reinhard Koch. Bei der Kommunalwahl am 26. Mai 2019 wurde er in seinem Amt bestätigt.

### Wappen
| Wappen von Ippenschied | Blasonierung: „In Schwarz über doppelgeschachtem, rotsilbernem Balken ein goldener Pflug, unten ein goldenes hippenartiges Rodemesser.“                      |
| Wappen von Ippenschied | Wappenbegründung: Das Schachbrettmuster erinnert an die Grafschaft Sponheim, der Pflug symbolisiert das Bauerndorf und die Hippe verweist auf den Ortsnamen. |

## Verkehr
Sowohl die Bundesstraße 41 (Saarbrücken–Ingelheim am Rhein) als auch die Nahetalbahn (Saarbrücken–Mainz) verlaufen etwa 13 Kilometer südlich von Ippenschied. Der nächstgelegene Bahnhof ist in Bad Sobernheim.